# Ottomanisme
 (septembre 2014).
Si vous disposez d'ouvrages ou d'articles de référence ou si vous connaissez des sites web de qualité traitant du thème abordé ici, merci de compléter l'article en donnant les références utiles à sa vérifiabilité et en les liant à la section « Notes et références ».
L’ottomanisme est une idéologie nationaliste, identitaire, unitaire et égalitaire de l’Empire ottoman. Elle est le corollaire d’une vague de réformes institutionnelles, économiques et sociales durant la période des Tanzimat. Conscientes du grave déclin de l’État, les autorités de Constantinople souhaitent s’aligner sur les conceptions européennes de la politique nationale et prônent un État industrialisé, peuplé de citoyens égaux dotés d’un fort sentiment patriotique. Les sultans du XIXe siècle, ne jouissant plus d’une autorité charismatique liée à des conquêtes territoriales ou des victoires militaires, mettent en avant leur autorité religieuse. Les sultans-califes tentent de créer une « oumma » islamique qui s’opposerait au reste du monde, dans laquelle les musulmans seraient réunis dans une même nation, tout en demeurant tolérants à l’égard des minorités.
L’ottomanisme était donc une copie originale des États-nations occidentaux.

## Le contexte socio-historique

### Le déclin de l’autorité sultanique
La symbolique du pouvoir du sultan était fondée sur la gloire militaire. Mais les défaites face aux Espagnols à Lépante, face aux Autrichiens devant Vienne et surtout face aux Russes en Crimée altère la capacité du souverain de Constantinople à mettre en avant un tel pouvoir belliciste. Sitôt après la déroute de 1774 face aux armées du Tsar, le sultan Abdülhamid Ier se montre davantage comme champion de l’islam.
Les événements dans les Balkans confirment la tendance au déclin. Si le premier soulèvement serbe de 1804-1814 est vaincu, le sultan Mahmoud II octroie à Obrenović un territoire à la suite d'une seconde révolte en 1815. Dès 1821 la Grèce se soulève, déclare son indépendance en 1822, reçoit l’aide des philhellènes occidentaux à la suite des massacres de Chios et de Missolonghi en 1824 et 1826, et parvient à repousser les Ottomans grâce à l’aide militaire française et russe. La flotte égyptienne, au service de Constantinople, est écrasée en 1827 à la bataille de Navarin, et, dès l’indépendance grecque en 1830, le prince d’Égypte se révolte contre son Sultan. Il étend son territoire au Soudan et à l’est jusqu’en Syrie, et n’est arrêté que par une coalition franco-russo-ottomane.

### Le déclin du prestige sultanique
Avec la colonisation puis l’indépendance américaine, le commerce méditerranéen subit un ralentissement. L’industrialisation de l’Angleterre, puis de la France, suivis de la Russie, de l’Allemagne, des États-Unis et plus tard du Japon met l’Empire ottoman en marge du système capitaliste mondial.
Les minorités juives et arméniennes, qui avaient jusqu’ici profité aux sultans par leur artisanat développé et leur système éducatif avancé, sont concurrencées par les produits bon marché européens. Les minorités orthodoxes des Balkans intéressent la Russie, qui se veut protectrice de la panorthodoxie puis du panslavisme. Les communautés chrétiennes se tournent quant à elles vers la France ou l’Italie pour se protéger. Ainsi, c’est tout le système ottoman, fondé sur la protection des minorités religieuses par le sultan lui-même, qui s’effondre.

### Des réformes difficiles
Le sultan réformateur se confronte aux oulémas, classe religieuse représentée auprès du souverain par le grand mufti, qui est la seule compétente pour interpréter la Charia. Cette disposition obligatoire et divine se confirme lorsque les oulémas demandent aux janissaires d’exécuter le sultan Sélim III en 1807.
Dans la société même, les autorités de Constantinople veulent conserver la fidélité des millets. Ce sont de petites communautés non-musulmanes autonomes, qui paient une taxe et organisent elles-mêmes leurs systèmes judiciaire et scolaire. Près de 40 % de la société ottomane n’est pas de confession musulmane, et toute réforme trop brusque signifierait un profond déséquilibre social.
Les puissances européennes demandent, voire exigent, que l’empire se modernise. La France et l’Angleterre voient d’un mauvais œil l'expansionnisme russe vers le sud et entendent conserver l’équilibre des forces sur le continent.
Afin d’enclencher un processus efficace de réformes, les autorités de Constantinople vont tenter d’englober le progrès industriel et technique dans un moule nationaliste et identitaire.

## Le passage d’un État communautaire à un État égalitaire

### La structure de l’Empire avant les réformes
L’Empire ottoman est caractérisé par une forte diversité religieuse et culturelle. Le sultan autorise et garantit la protection des millets, et tient en main les orthodoxes des Balkans et de Grèce par un patriarche installé à Constantinople. L’extrême tolérance des sultans envers les minorités faisait le prestige de l’Empire avant l’ère industrielle, malgré l’exclusion des non-musulmans des charges militaires et des emplois publics. Mais la diffusion des idées nationalistes à la suite de la Révolution française et l'apparition du romantisme politique anglais et allemand changent la donne : les communautés accusent leur souverain d’illégitimité. Après les événements dans les Balkans et en Grèce, les cadres de Constantinople prônent une égalisation sans précédent de la société.

### Les tentatives d’égalisation des individus
En 1839, le rescrit impérial de Gulhané proclame l’égalité des individus devant les biens et la protection des droits. La taxe imposée aux non-musulmans, la Djizîa, est supprimée à la suite de l’édit de Hatt-i Hümâyûn en 1856. L’égalité fiscale est accompagnée d’une laïcisation de la justice : les tribunaux sont désormais mixtes et compétents pour trancher les litiges des musulmans autant que des non-musulmans.

### Les difficultés rencontrées
Afin de ne pas perdre la fidélité des millets, Constantinople a conservé leurs avantages : ils exercent librement leur religion, organisent leur système institutionnel, leurs écoles, leurs collectes d’impôt. La conservation de ce système contrevient aux principes d’un État égalitaire et ne fera que développer, en marge du processus d’ottomanisation, les particularismes et les désirs d’indépendance.
D’autre part, les Turcs eux-mêmes refusent l’occidentalisation et la réforme de leur société.

## La patrie ottomane

### Le rôle de l’école
Conformément au modèle français, l’Empire ottoman veut scolariser ses citoyens. Dès 1838 est fondée une première école de médecine. En 1839, les premières écoles secondaires voient le jour, avant d’être généralisées, sans être obligatoires, à tous les villages de plus de 500 âmes en 1869. L’idée d’une méritocratie étendue à tout l’Empire se concrétise.

### La contre-ottomanisation
Au lieu d’harmoniser les rapports entre les communautés, l’ottomanisation de la société développe les clivages religieux. Les millets se recentrent sur eux-mêmes et forgent leur propre identité nationale et culturelle. La patrie ottomane voit ainsi difficilement le jour.

## Conclusion
L’ottomanisme est un échec pour l’Empire. Il ne fera que développer une schizophrénie grandissante à l’intérieur de la société et perdre à la Sublime Porte son aura de grande tolérance dont elle jouissait depuis le Moyen Âge.